# خانه زنان

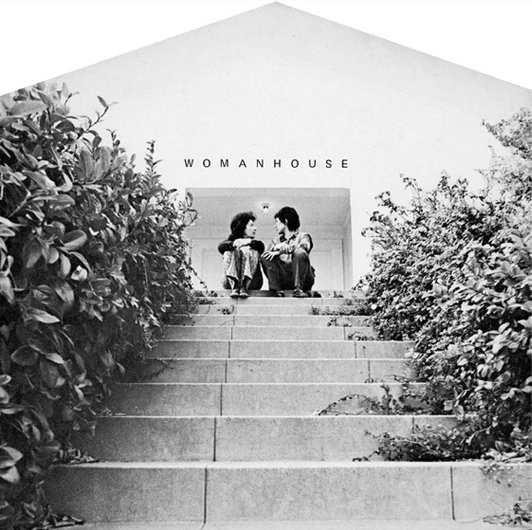
خانهٔ زنان

خانهٔ زنان پروژه‌ای است که توسط جودی شیکاگو و همکارانش از جمله میریام شاپیرو انجام شد. شیکاگو و شاپیرو ۲۱ زن جوان هنرمند را برای این منظور انتخاب کردند و از هنرهای پیش پاافتاده‌ای همچون گلدوزی و قلاب بافی در خانه‌ای متروکه در کالیفرنیا استفاده کردند. همچنین از اینستالیشن و پرفورمنس‌های خاصی استفاده شده بود. در روز اول اجرا تنها زنان اجازهٔ بازدید از اثر داشتند. مهم‌ترین چیز فضایی بود که برای رشد و پرستاری ایجاد کرده بودند. چیزی که بحث برانگیز بود این که خانه به عنوان جزئی از فرهنگ زنان شناخته شده بود و زنان در آن سعی می‌کردند تا دیگران را خوشحال کنند و حال شیکاگو و همکارنش به آن به صورت اثر هنری نگریستند و تعریف تازه‌ای از آن ارائه دادند. در واقع روابط بین بیولوژی و نقش‌های اجتماعی باعث پدید آمدن خانه زنان شد.